# Jenke von Wilmsdorff

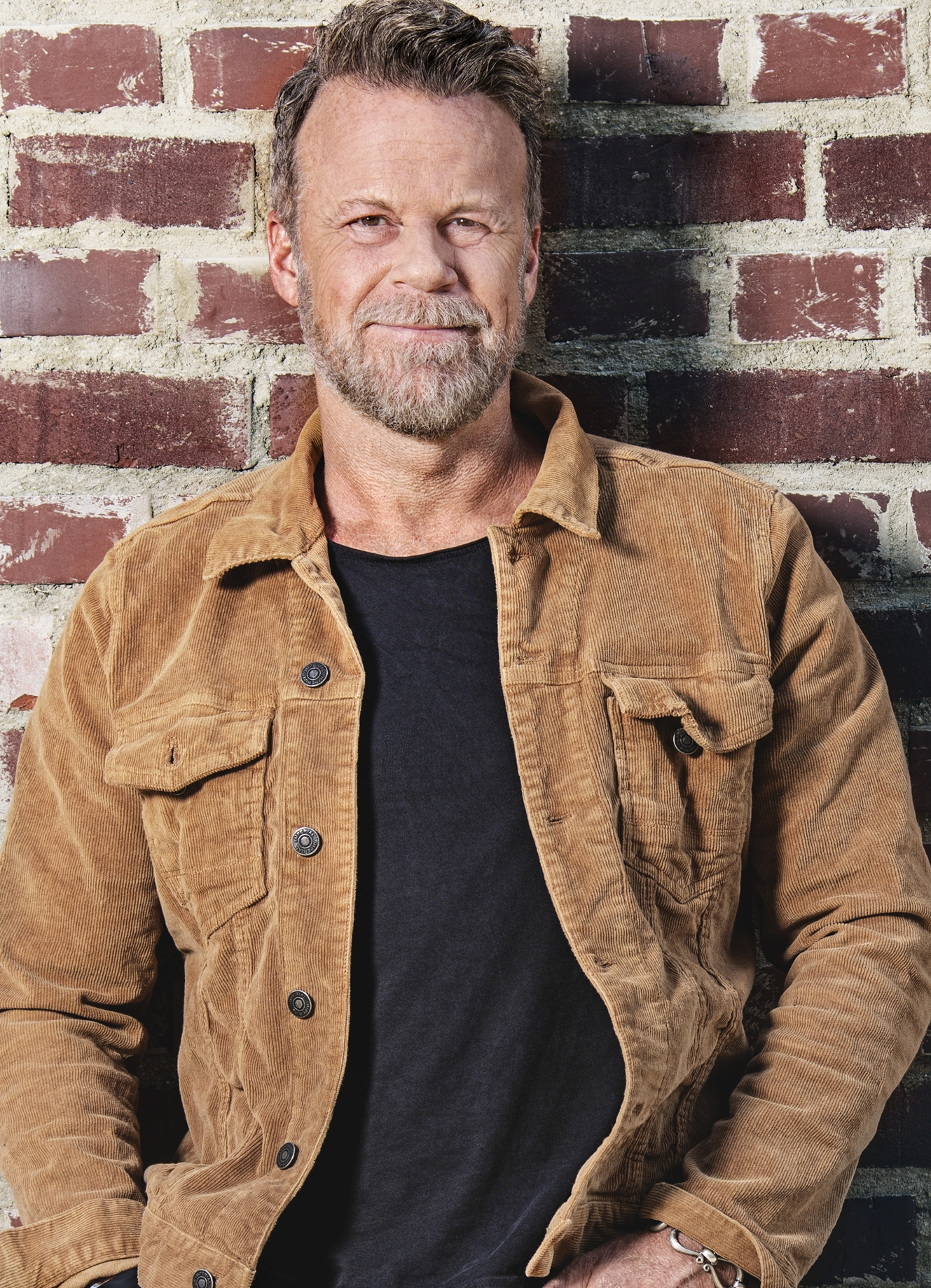
Jenke von Wilmsdorff (2020)

Jenke von Wilmsdorff (* 16. Oktober 1965 in Bonn) ist ein deutscher Fernsehjournalist, Autor und Schauspieler.

## Leben und Wirken
Jenke von Wilmsdorff wuchs in Bonn-Tannenbusch bei seiner alleinerziehenden Mutter auf, nachdem sich die Eltern im Sommer 1970 hatten scheiden lassen. Nach eigenen Angaben ist der am selben Tag geborene Kameramann Winfried von Wilmsdorff sein fünf Jahre älterer Bruder. Sein Vater, Hans Joachim von Wilmsdorff (1917–1986), war Oberstleutnant bei der Bundeswehr und Chef der Lehr- und Versuchsdienststelle Truppeninformation. Sein Großvater, Paul von Wilmsdorff (1884–1939), war deutscher Konsul in Ankara. Väterlicherseits ist Jenke von Wilmsdorff ein Abkomme des Adelsgeschlechtes derer von Wilmsdorff.
Nach dem Abitur in Bonn absolvierte Jenke von Wilmsdorff eine Schauspielausbildung in Düsseldorf. Ab 1988 arbeitete er für verschiedene Theater u. a. in Bonn, Hof, Frankfurt und Aachen und übernahm in den 1990ern Nebenrollen in TV-Serien wie Lindenstraße, Tatort, Der Clown, Die Wache und Die Kommissarin. Er wirkte auch in Werbespots etwa für Mercedes-Benz, McDonald’s, Commerzbank und Renault mit. Von 1993 bis 2003 war er Darsteller in der Serie Die Versteckte Kamera (RTL, ARD). Nebenbei arbeitete von Wilmsdorff als Radiomoderator bei Radio NRW, Antenne AC und Aachen 100,eins und als Regieassistent bei den Fernsehsendern RTL, Sat.1 und ARD. 2000 schrieb er das Drehbuch für den Sat.1-Film Die Blaue Mauritius.
Größere Bekanntheit erlangte von Wilmsdorff als Reporter bei der von Birgit Schrowange moderierten TV-Sendung Extra – Das RTL-Magazin, für die er ab 2001 als Redakteur und Autor tätig war. Dort versuchte er sich in der Rubrik Jenke als … an außergewöhnlichen Berufen und reiste weltweit in Krisengebiete, um ungewöhnliche Geschichten zu dokumentieren. Zu den bekanntesten Projekten gehört die Mitfahrt als erster Journalist auf einem Boot von nordafrikanischen Flüchtlingen nach Lampedusa. Ebenso schlüpfte er in die Rolle des Schlagersängers Rico Diamond, unter dessen Pseudonym er den selbstgeschriebenen Song Das Spiel des Lebens veröffentlichte. Zusammenschnitte älterer Beiträge aus dem Magazin Extra wurden auch als eigene Sendungen auf dem Spartenkanal RTL Living ausgestrahlt. Über seine Erlebnisse veröffentlichte von Wilmsdorff 2012 das Buch Brot kann schimmeln, was kannst du?: Meine wildesten Jobs.
Ebenfalls in der Sendung Extra wurde die Rubrik Jenke-Experiment ausgestrahlt, in der von Wilmsdorff im Selbstversuch u. a. die Folgen wochenlanger Fehlernährung aufzeigte oder für eine Woche die Rolle eines alleinerziehenden Elternteils übernahm. Von 2013 bis 2020 wurde von Wilmsdorffs eigene RTL-Doku-Reihe Das Jenke-Experiment ausgestrahlt. Dort unternahm von Wilmsdorff weitere Selbstversuche zu gesellschaftsrelevanten Themen wie Alkoholismus oder Leben in Armut.
2013 wurde auf RTL eine Pilotfolge zur Serie Jenke – Ich bleibe über Nacht ausgestrahlt, in der von Wilmsdorff den Internetmillionär Kim Dotcom einen Tag lang begleitete und schließlich um eine Übernachtung bei ihm bat. Im November 2014 wurden drei weitere Folgen der Serie ausgestrahlt, in denen von Wilmsdorff jeweils einen Prominenten und eine weitere Persönlichkeit zu Hause besuchte. Weitere Fernsehsendungen, in der von Wilmsdorff als Moderator auftrat, waren 2018 die Reality-Action-Show Kopfgeld und die Reportagen Jenke macht Mut! und Jenke Über Leben.
Seine Ansichten zum Thema Angst und Grenzerfahrungen veröffentlichte von Wilmsdorff 2014 in dem Buch Wer wagt, gewinnt: Leben als Experiment, mit dem er Ende des Jahres auch auf Lesetour ging. 2020 wurde bekannt, dass Jenke von Wilmsdorff die Zusammenarbeit mit dem Sender RTL beendet hat. Im November 2020 wurde von ProSieben die erste Folge der Doku-Reihe Jenke.Report ausgestrahlt, und im Mai 2021 startete das True-Crime-Format Jenke.Crime. Seit dem Wechsel zu ProSieben läuft auch die Reihe Das Jenke-Experiment unter dem neuen Titel Jenke.Experiment.
Ende 2023 nahm von Wilmsdorff kostümiert als „Marsmaus“ an der neunten Staffel der ProSieben-Show The Masked Singer teil. Er schied in der dritten Sendung aus, nachdem er offiziell erst in der zweiten Sendung aufgetreten war. In der ersten Sendung hatte er als Mitglied des Rateteams neben Ruth Moschner und Álvaro Soler gesessen. Er belegte den siebten Platz.
Jenke von Wilmsdorff hat einen Sohn und lebt in Köln.

## Auszeichnungen und Nominierungen

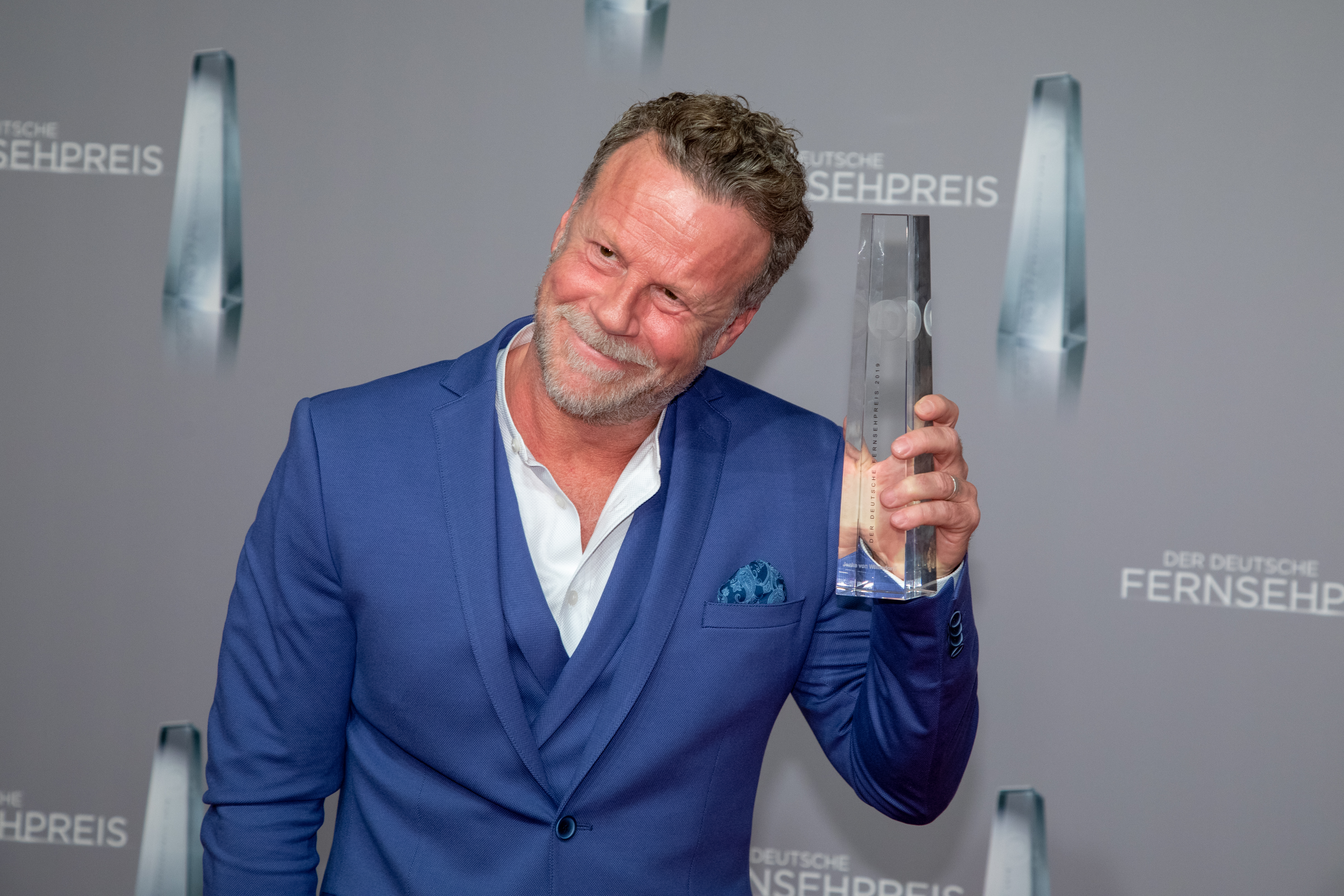
von Wilmsdorff mit dem Deutschen Fernsehpreis 2019

Für seine Reihe Das Jenke-Experiment: Jenke als alleinerziehende Mutter wurde von Wilmsdorff mit dem Juliane-Bartel-Medienpreis 2012 ausgezeichnet. Die Extra-Reportage Das gnadenlose Geschäft mit der Flucht aus Afrika war in der Kategorie Current Affairs für den International Emmy 2012 nominiert. Mit Brot kann schimmeln, was kannst du? gewann Wilmsdorff 2012 den LovelyBooks Leserpreis in der Kategorie Bester Buchtitel.
Seine Sendung Das Jenke-Experiment wurde 2014 und 2016  als Bestes Factual Entertainment für den Deutschen Fernsehpreis nominiert, 2017  erfolgte eine weitere Nominierung in der Kategorie Bestes Infotainment. 2019 gewann von Wilmsdorff schließlich den Deutschen Fernsehpreis in der Kategorie Bestes Infotainment für seine Sendungen Jenke macht Mut! Leben mit Brustkrebs, Das Jenke-Experiment und Jenke Über Leben.
Das Jenke-Experiment Das Plastik in mir: wie der Müll uns krank macht wurde für den Internationalen Wettbewerb des NaturVision Filmfestivals 2020 nominiert.

## Filmografie (Auswahl)
- 1987–1989: Lindenstraße (Fernsehserie, 2 Folgen)
- 1992: Tatort: Stoevers Fall (Fernsehfilm)
- 1994: Die Wache (Fernsehserie, 1 Folge)
- 1994: Stadtklinik (Fernsehserie, 2 Folgen)
- 1998: Unter uns (Fernsehserie, als Michael Ludwig)
- 1999: Fast ein Western (Kurzfilm)
- 1999: Tatort – Drei Affen
- 1999–2000: Verbotene Liebe (Fernsehserie, 5 Folgen)
- 2001–2013: Extra – Das RTL-Magazin (Fernsehsendung)
- 2007: Das Gelübde (Fernsehfilm)
- 2013–2020: Das Jenke-Experiment (Dokumentationsreihe)
- 2013–2014: Jenke – Ich bleibe über Nacht (Reportage)
- 2014: 5 gegen Jauch (Quizshow)
- 2014: Wer wird Millionär? – Prominenten-Special (Quizshow)
- 2018: Kopfgeld (Spielshow)
- 2018: Jenke macht Mut! (Reportage)
- 2018: Jenke Über Leben (Reportage)
- 2020–2022: JENKE. (Reportage)
- 2020–2022: JENKE. Live. Der Talk (Begleit-Talksendung)
- 2021–2022: JENKE. CRIME. (Reportage)
- 2021: Joko & Klaas gegen ProSieben (Spielshow)
- 2021: Schlag den Star (Spielshow)
- 2023: JENKE. Report. (Reportage)
- 2023: The Masked Singer (Fernsehshow)

## Bibliografie
- Brot kann schimmeln, was kannst du?: Meine wildesten Jobs. Piper Taschenbuch, 2012. ISBN 978-3-492-27410-4
- Wer wagt, gewinnt: Leben als Experiment. Bastei Lübbe, 2014. ISBN 978-3-7857-2501-6